# Терезія Вільгельміна Нассауська
Терезія Вільгельміна Фредеріка Ізабелла Шарлотта Нассауська, в шлюбі герцогиня Ольденбурзька  (нім. Therese Wilhelmine Friederike Isabelle Charlotte von Nassau-Weilburg) ( 17 квітня 1815, Weilburg —  8 грудня 1871, Прага) — за народженням входила до Дому Нассау-Вайльбурга, принцеса Нассау-Вайльбург. Через шлюб з герцогом Петром Ольденбурзьким Тереза також була герцогинею Ольденбурзькою. Родичка Російського Імператорського Дому, благодійниця.

## Біографія
Принцеса Терезія Вільгельміна Фредеріка Ізабелла Шарлотта (при російському дворі — Терезія Василівна) народилася 17 квітня 1815 року і була старшою дочкою герцога Вільгельма Оранського і його першої дружини Луїзи-Шарлотти Саксен-Альтенбурзької (1794—1825). Сестра Адольфа Оранського і зведена сестра — Софії, королеви Швеції і принца Вільгельма Миколи.
У десять років її мати померла, тому виховувалася під керівництвом батька і мачухи, принцеси  Пауліни Вюртемберзької (1810–1856), яка була старша за неї всього на п'ять років. Терезія отримала гарну освіту, займалася живописом і скульптурою. Велика княжна  Ольга Миколаївна (майбутня королева Вюртемберга) так відгукувалася про Терезію: «Вона була велика, тонка, з довгими зубами і чудовими волоссям, дотепна, завжди знає, чого хоче, але недобра». Граф С. Д. Шереметев писав:
 «Жінка великого безсумнівного розуму, зі своєрідним гумором і дотепністю. У неї був живий, свіжий саркастичний розум, натура взагалі багато обдарована, але не задоволена тим, що їй дано було в житті. Вона схильна була до пристрасті, до захоплень».

Своє справжнє покликання принцеса Терезія знайшла у благодійній діяльності: вона «була енергійною помічницею чоловіка у справах благодійності». У 1841 році принцеса Терезія отримала від свого чоловіка, відомого благодійника і мецената принца Ольденбурзького, у своє відання засновану на Петроградській Стороні школу для бідних дівчаток, на основі якої пізніше виник «Інститут Ї. І. В. принцеси Терезії Ольденбурзької». У 1843 році вона взяла під заступництво два нічних притулки і зайнялася їх перебудовою. У тому ж році Терезія побувала в дитячій лікарні Варшави, де існувала община сестер милосердя, і вирішила перенести цей досвід в Росію.
9 березня 1844 року в палаці принца Петра Георгійовича Ольденбурзького (Палацова набережна, буд. № 2) відбулося перше засідання «Громади сестер милосердя». У ньому брали участь і дочки імператора Миколи I великі княгині Марія та Олександра. Пізніше Терезія входила до Комітету громади. Також захоплювалася живописом і ліпниною. У Остаф'єво знаходиться бюст її доброго знайомого Вяземського, який присвятив їй вірші, відлитий з гіпсового оригіналу, створеного принцесою в 1855 році.
Померла Терезія-Вільгельміна 8 грудня 1871 року в Празі.

## Шлюб і діти
11 (23) квітня 1837 року стала дружиною герцога Петра Георгійовича Ольденбурзького (1812—1881). сина великої княгині Катерини Павлівни і герцога Георга Ольденбурзького. У шлюбі народила 8 дітей, чотири сини і чотири дочки.
1. Олександра Фредеріка Вільгельміна (велика княгиня Олександра Петрівна) (1838—1900) — дружина великого князя Миколи Миколайовича;
2. Микола Фрідріх Август (Микола Петрович (1840—1886) — чоловік графині Марії Іллівни Остернбург, уродженої Булацель;
3. Марія Фредеріка Цецилія (1842—1843);
4. Олександр Фрідріх Костянтин (Олександр Петрович) (1844—1932) — чоловік  княжни Євгенії Максиміліанівни Романівської герцогині Лейхтенберзької;
5. Катерина Фредеріка Пауліна (Катерина Петрівна) (1846—1866);
6. Георг Фрідріх Олександр (Георгій Петрович) (1848—1871);
7. Костянтин Фрідріх Петро (Костянтин Петрович) (1850—1906) — чоловік графині Агрипини Костянтинівни Зарнекау, уродженої Джапарідзе, в першому шлюбі — княгиня Дадіані;
8. Терезія Фредеріка Ольга (Терезія Петрівна) (1852—1883) — дружина князя Георгія Максиміліановича Романовського, 6-го герцога Лейхтенберзького.